# Spicilegium Florae Lipsicae
Spicilegium Florae Lipsicae (abreviado Spic. Fl. Lips.) es un libro con ilustraciones y descripciones botánicas que fue escrito por el naturalista alemán, discípulo de Carlos Linneo Johann Christian Daniel von Schreber. Fue publicado en Leipzig en el año 1771.